# Bou Ismaïl
Bou Ismaïl är en ort i Algeriet.   Den ligger i provinsen Tipaza, i den norra delen av landet, 30 km väster om huvudstaden Alger. Bou Ismaïl ligger 29 meter över havet och antalet invånare är 22 411.
Terrängen runt Bou Ismaïl är huvudsakligen kuperad, men åt nordost är den platt. Havet är nära Bou Ismaïl åt nordväst. Runt Bou Ismaïl är det ganska tätbefolkat, med 192 invånare per kvadratkilometer. Närmaste större samhälle är Mouzaïa, 19,5 km söder om Bou Ismaïl. Trakten runt Bou Ismaïl består till största delen av jordbruksmark.